# Abbie Hoffman
Abbot Hoffman, detto Abbie (Worcester, 30 novembre 1936 – Solebury, 12 aprile 1989) è stato un attivista e politico statunitense, esponente della sinistra radicale degli Stati Uniti  (New Left), cofondatore dello "Youth International Party" (Yippies) e, successivamente, un fuggitivo ricercato dalla giustizia.
La sua figura è associata ai movimenti di protesta negli Stati Uniti d'America durante gli anni sessanta e settanta ed è divenuta un simbolo della ribellione giovanile di quegli anni.

## Biografia
Di origini ebraiche, dotato di una forte personalità, di orientamento anarco-comunista, Abbie Hoffman organizzò e diresse molte manifestazioni di protesta contro l'establishment. Le sue esperienze nei primi anni cinquanta come studente della Brandeis University, nel Massachusetts, dove studiò sotto Herbert Marcuse, impressero in lui lo spirito della ribellione. Successivamente ottenne la specializzazione all'Università di Berkeley. Sotto la tutela del famoso psicologo e filantropo Abraham Maslow, Hoffman concepì la protesta politica come un processo positivo e di immediata necessità.
Nei primi anni sessanta, tornò a Worcester a lavorare come psicologo in un ospedale statale. Iniziò la sua carriera politica occupandosi di attivismo per i diritti umani nello Stato del Mississippi, come organizzatore del Comitato di Coordinamento degli Studenti Non Violenti (Student Non-Violent Co-ordinating Committee). Nel distretto di Haight-Ashbury, a San Francisco, Hoffman si associò ai Diggers (degli attori diventati attivisti sociali), distribuendo cibo gratis e organizzando alloggi.

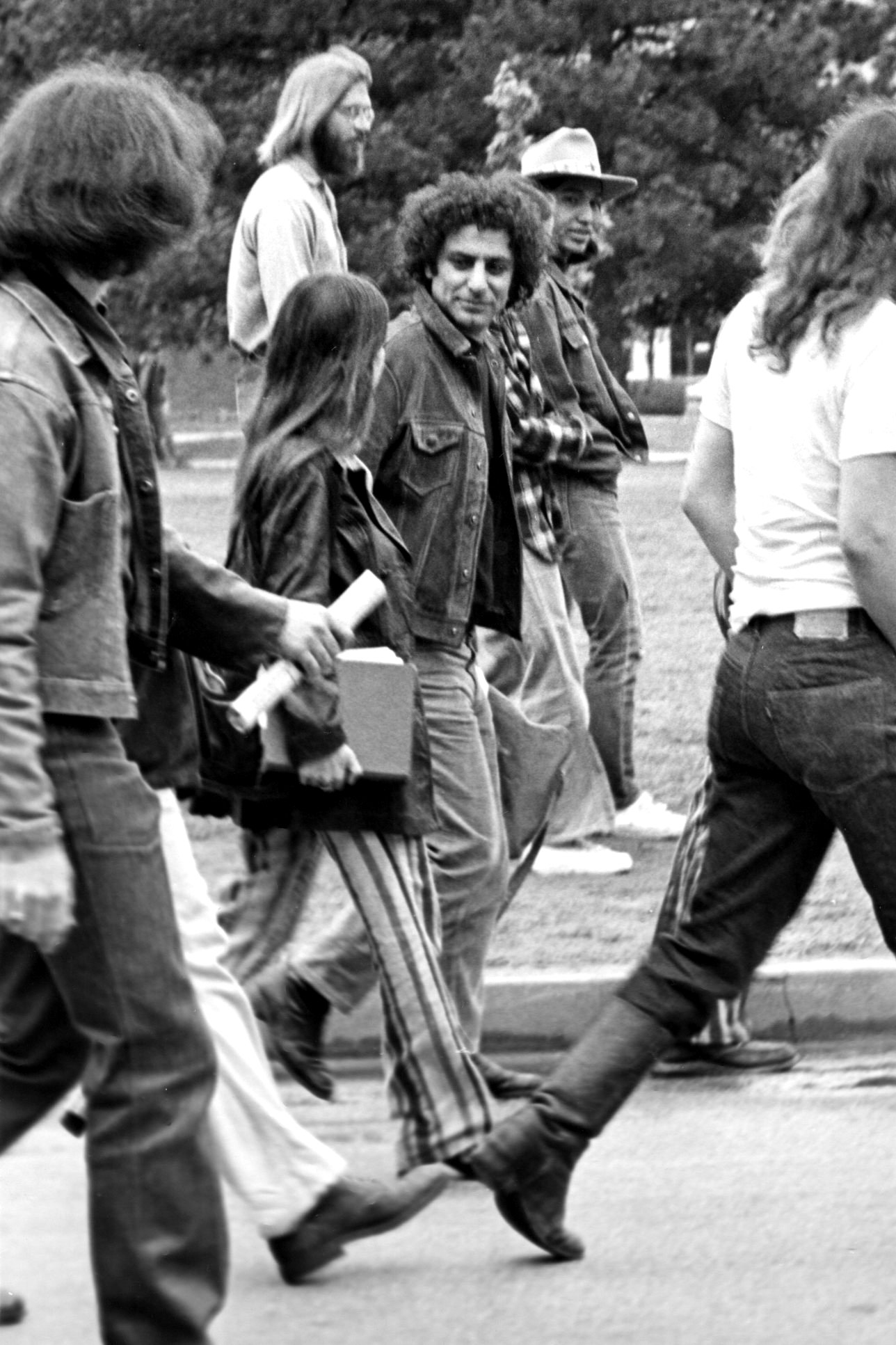
Hoffman durante unable to marcia di protesta del 1969

Molte delle azioni dimostrative di cui fu protagonista ebbero risonanza tra l'opinione pubblica per la loro teatralità. Una tra le sue azioni di protesta più famose avvenne il 24 agosto 1967, quando condusse un gruppo di oppositori al capitalismo e alla guerra nel Vietnam nella galleria alla Borsa di New York e gettò biglietti da un dollaro sugli scambisti, che cominciarono a raccoglierli freneticamente. Ovviamente, Hoffman puntava a mettere in risalto quello che metaforicamente gli scambisti dell'NYSE secondo lui stavano già facendo. Successivamente alla borsa di New York furono installate delle barriere per prevenire proteste dello stesso tipo. Attraverso il suo coinvolgimento nelle proteste contro la guerra nel Vietnam, Hoffman divenne un'icona della controcultura e il volto del dissidio radicale americano.
Hoffman si unì a molti dei principali contestatori dello stato delle cose negli anni sessanta, come John Lennon e Yōko Ono, Tom Hayden, Timothy Leary e G. Gordon Liddy, e si distinse per il suo modo di fondere la creatività e il suo tipico umorismo selvaggio nelle azioni di protesta. Fu pioniere in molte tattiche nella guerriglia della sopravvivenza e dell'autonomia personale. Durante la guerra del Vietnam, condusse 50 000 persone in manifestazione attorno al Pentagono nel tentativo di fare levitare in aria l'edificio per mezzo dell'energia psichica della folla.

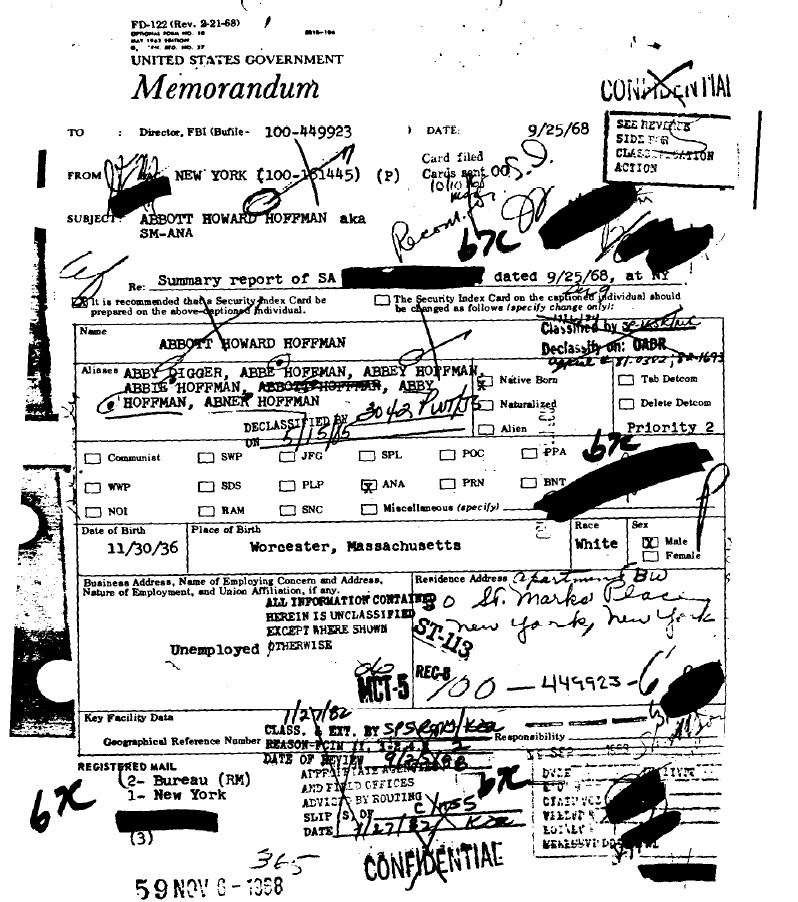
Rapporto su Hoffman stilato dall'FBI

Hoffman fu arrestato durante la convention democratica a Chicago nel 1968, in cui il partito Yippie stava cercando di candidare alla presidenza un maiale di nome Pigasus, come componente del gruppo di persone che fu soprannominato "i sette di Chicago" (the Chicago Seven). Assieme a lui furono arrestati anche Jerry Rubin, il futuro senatore della California Tom Hayden e l'attivista delle Pantere Nere Bobby Seale. Durante il processo le trovate teatrali di Abbie Hoffman conquistarono spesso i titoli dei giornali, come per esempio quando, invitato a deporre, prestò giuramento alzando il dito medio invece dell'intera mano. Il giorno della sentenza (le accuse vennero infine ribaltate dalla corte d'appello) Hoffman invitò il giudice a provare l'LSD.
Al Festival di Woodstock, svoltosi a Bethel nel 1969, Hoffman interruppe la prestazione degli Who per fare un discorso di protesta contro l'imprigionamento di John Sinclair del Partito delle Pantere Bianche (White Panther Party). Il chitarrista degli Who Pete Townshend non prese bene l'interruzione dell'esibizione del suo gruppo e lo colpì con la sua chitarra cacciandolo dal palco. Pete Townshend affermò successivamente di essere d'accordo con Hoffman riguardo l'imprigionamento di John Sinclair. Nel suo ultimo libro, Ho deriso il potere, Abbie Hoffman nega che Townshend l'abbia colpito con la sua chitarra e relega l'episodio a mera leggenda metropolitana.

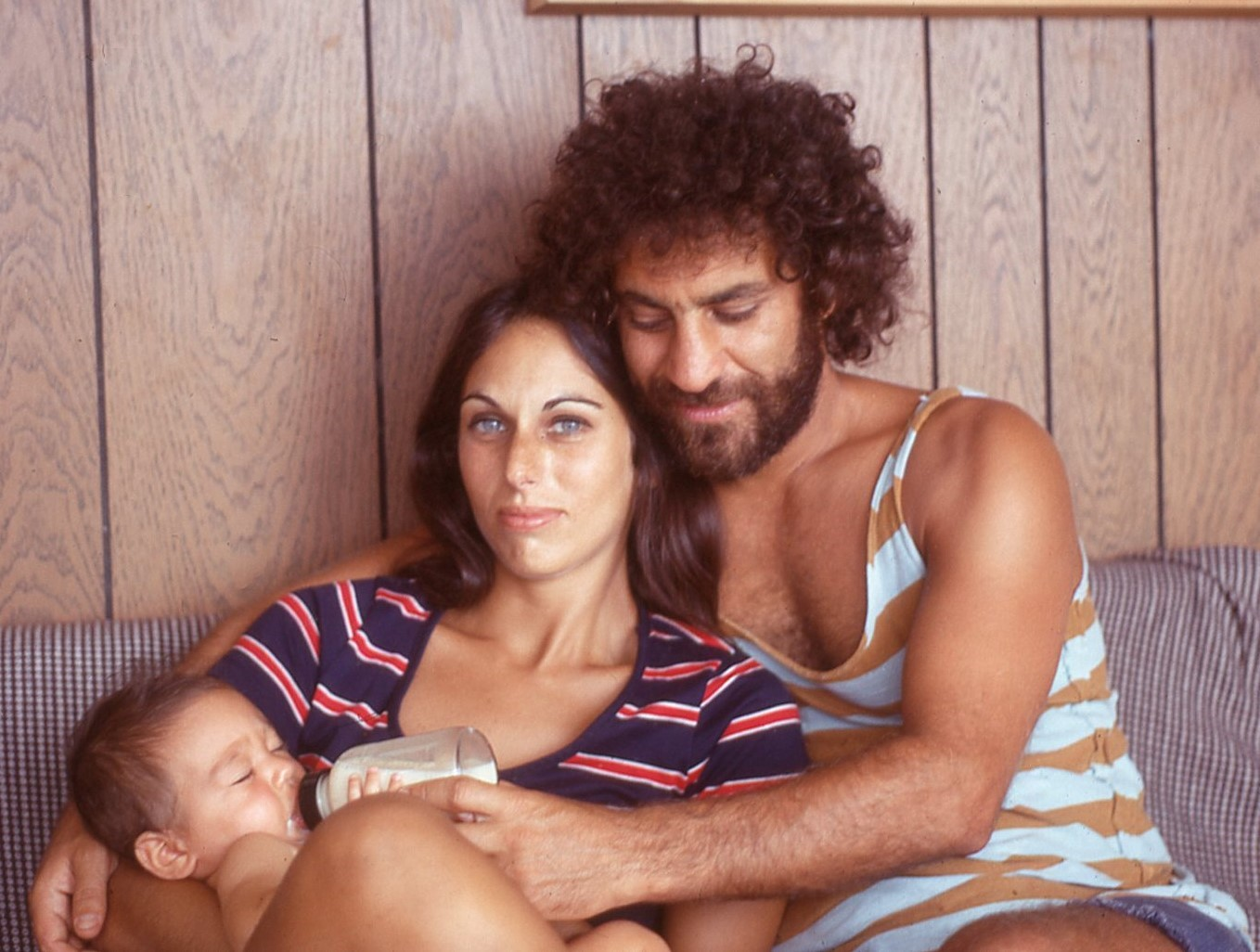
Hoffman con la moglie Anita ed il figlio, in una foto del 1972

Trascinatosi in uno stile di vita fuori legge, Hoffman fu coinvolto nel 1973 in una vendita di cocaina e catturato da agenti in borghese. Dandosi alla fuga e ricorrendo a vari stratagemmi per non essere riconosciuto (tra cui la plastica facciale), Hoffman visse in clandestinità per sei anni, continuando a fare l'attivista sotto il falso nome di Barry Freed. L'FBI compilò 68 000 pagine di documentazione su di lui e assunse due psicologi per analizzare la sua personalità. Fu bandito dalla circolazione in undici stati. Nel 1980 Hoffman uscì dalla clandestinità e dovette scontare una breve condanna alla prigione, prima di tornare all'attivismo sociale.
Hoffman si batté su molti fronti, ma le sue passioni erano ormai largamente personali, in un ambiente che era drasticamente cambiato sin dalla morte delle controculture degli anni sessanta e settanta. La psicosi, l'abuso di sostanze stupefacenti e la rottura di relazioni resero la sua vita personale molto disordinata; i media misero in risalto le contraddizioni e le pecche nel suo modo di agire. Nonostante questo continuò ininterrottamente a praticare il suo attivismo e a cercare di mobilitare gli studenti nei campus universitari. Nel 1987 fu arrestato per la quarantaduesima volta, mentre protestava, assieme a una trentina di persone, contro il reclutamento della CIA all'Università del Massachusetts.
A una riunione dei Sette di Chicago nel 1988, Hoffman si descrisse come "un dissidente americano. Non credo che i miei obbiettivi siano cambiati sin da quando avevo 4 anni e combattevo con i bulletti a scuola." Sofferente di disturbo bipolare, fu trovato morto il 12 aprile 1989 e ufficialmente la sua morte fu registrata come suicidio causato dall'ingestione di una grande dose di barbiturici. Non visse abbastanza a lungo per vedere la resurrezione del movimento antagonista e della dissidenza radicale negli anni novanta da parte di una notevole varietà di fondazioni progressiste (movimenti contro la globalizzazione economica).

## Eredità culturale
- È l'autore di vari libri tra cui Ruba questo libro (titolo originale: Steal this Book), Fuck the System e Revolution for the Hell of It. Il primo di questi, che negli Stati Uniti vendette 2 milioni di copie, venne pubblicato in Italia da Stampa Alternativa.

Steal This Album!, terzo lavoro dei System of a Down, ha nel titolo un riferimento al suddetto libro.
- La vita di Abbie Hoffman è documentata nel film Steal this Movie.
- La sua partecipazione al processo ai Chicago Seven, in qualità di imputato, è raccontata nel film di Aaron Sorkin Il processo ai Chicago 7.
- Nel film Forrest Gump appare una figura che allude a Abbie Hoffman, vestito con la sua famosa camicia ricavata da una bandiera americana, che tiene un discorso contro la guerra del Vietnam a Washington davanti a una folla di hippies.
- Il regista Oliver Stone gli dedicò il film Nato il quattro luglio, uscito lo stesso anno della morte di Hoffman.

### Libri scritti da Abbie Hoffman
- Revolution for the Hell of It, 1968
- Woodstock Nation: A Talk-Rock Album, 1969
- Ruba questo libro, 1971
- Vote!, 1972, scritto insieme a Jerry Rubin e Ed Sanders
- To America with Love: Letters from the Underground, 1976, scritto insieme ad Anita Hoffman
- Soon to be a Major Motion Picture, 1980
- Square Dancing in the Ice Age, 1982
- Steal this Urine Test, 1987, scritto insieme a Jonathan Silvers
- The best of Abbie Hoffman, 1989, selezione di passi da Revolution for the Hell of It, Woodstock Nation, e Steal this Book. Include altri scritti precedentemente mai pubblicati in un libro.
- Ho deriso il potere, traduzione di Giancarlo Carlotti, Milano, ShaKe, 2009, ISBN 978-88-88865-73-7. Ospitato su Google Libri.

### Libri su Abbie Hoffman
- Run Run Run: The Lives of Abbie Hoffman, 1994, di Jack Hoffman and Daniel Simon
- Abbie Hoffman: American Rebel, 1992, di Marty Jezer
- For the Hell of It: The Lives and Times of Abbie Hoffman, 1996, di Jonah Raskin
- Live This Book: Abbie Hoffman's Philosophy for a Free and Green America, 1991, di Theodore L. Becker e Anthony L. Dodson
- Steal This Dream, 1998, di Larry "Ratso" Sloman